# 조란 북체비치
조란 북체비치(Zoran Vukčević, 1971년 2월 7일 ~ )는 세르비아 출신의 축구 선수이다.

## 클럽 경력
1993년 7월 K리그 현대 호랑이에 입단하여 한 시즌 동안 활약하였다. 당시 등록명은 조란을 사용하였고 포지션은 공격수였다.
리그 10경기에 출장하여 1득점의 기록을 남겼다.